# 中央军委国防动员部办公厅
中央军委国防动员部办公厅，位于北京市，是中央军委国防动员部下属局，负责该部综合业务。

## 沿革
在深化国防和军队改革中，2016年1月组建中央军委国防动员部。中央军委国防动员部新设中央军委国防动员部办公厅。曲松出任该办公厅第一任主任。

## 历任领导
| 中央军委国防动员部办公厅主任 - 曲松 少将（2016年—2016年9月） - 周河 少将（2017年—） | 中央军委国防动员部办公厅副主任 - 宋海巍 大校（2016年—2017年4月） - 何永才 大校（2016年—） |

## 国家国防动员委员会综合办公室
1998年，国家国防动员委员会（简称“国家国动委”）办事机构增设秘书组, 主要承担国家国动委日常协调事项。2000年, 为了加强规划、协调工作, 国家国动委设立秘书长, 负责全国国防动员的组织计划和综合协调工作, 协助国家国动委领导处理有关国防动员工作事务, 组织领导国家国防动员委员会综合办公室工作。同时，2000年1月28日，为加强规划、协调工作，经国务院、中央军委批准，成立国家国防动员委员会综合办公室，作为国家国防动员委员会的办事机构，在国家国动委的直接领导下，负责国防动员的综合计划、组织协调、理论研究和文秘服务等工作。国家国动委综合办公室与国家经济动员办公室合署办公。该办公室后设在中国人民解放军总参谋部动员部。
国家国防动员委员会综合办公室的主要职责是：
1. 组织协调国防动员建设计划、规划的制定和国防动员方面的政策、理论研究；
2. 组织拟制国防动员法规建设规划和国防动员综合性法规的草拟工作；
3. 组织协调有关部门宣传贯彻党和国家国防动员的方针、政策，总结交流国防动员工作经验，督促国防动员工作落实；
4. 了解掌握国内外国防动员建设情况，组织协调有关部门研究提出加强国防动员建设的意见和建议；
5. 根据国家国动委领导的指示，承办国防动员方面国家与军队有关部门之间，国家国动委各办公室之间，需要进行综合协调的工作等[9]。

国家国防动员委员会综合办公室历任主任、副主任是：

| 主任 - 范晓光（2000年—2003年，总参谋部动员部部长） - 赵建中（2004年—2007年，总参谋部动员部部长） - 白自兴（2007年—2010年，总参谋部动员部部长） - 牟明滨（2010年—2016年，总参谋部动员部部长） | 副主任 - 黄义昌（2001年—？，专职） - 汪金玉（？—2007年，专职） - 张汝涛（2008年—2010年，专职） - 王文清（2010年12月—2011年7月，专职） - 田义祥（2011年7月—2013年4月，专职） - 曲松（2013年7月—2015年，专职） - 董武（2015年—2016年，专职） |

## 国家人民武装动员办公室
1952年12月，中共中央印发《关于建立各级人民武装委员会的决定》，建立各级党的人民武装委员会。1961年7月，中央军委决定成立中央军委人民武装委员会，日常工作由中国人民解放军总参谋部动员部承办。1994年11月，国家国动委成立时设立国家国防动员委员会人民武装动员办公室（国家人民武装动员办公室）。
国家人民武装动员办公室的主要职责是：
1. 制定人民武装动员建设的计划、规划；
2. 综合人民武装动员的有关情况；
3. 研究人民武装动员建设的理论、政策；
4. 组织拟制人民武装动员法规文件；
5. 组织协调人民武装动员工作的宣传报道，总结交流经验，督促人民武装动员工作的落实等[20]。

国家人民武装动员办公室历任主任、副主任是：

| 主任 - 谭冬生（1994年—1996年，总参谋部动员部部长） - 范晓光（1996年—2003年，总参谋部动员部部长） - 赵建中（2004年—2007年，总参谋部动员部部长） - 白自兴（2007年—2010年，总参谋部动员部部长） - 牟明滨（2010年—2016年，总参谋部动员部部长） | 副主任 …… - 姜诗坤（？—？，总参谋部动员部副部长） - 白自兴（？—2007年，总参谋部动员部副部长） - 汪金玉（2007年—2010年4月，总参谋部动员部副部长） - 杨春国（？—？，总参谋部动员部综合局局长） |